# Saint-Vincent-du-Pendit
 Saint-Vincent-du-Pendit  (en occitano Sant Vincenç) es una población y comuna francesa, situada en la región de Mediodía-Pirineos, departamento de Lot, en el distrito de Figeac y cantón de Saint-Céré.

## Demografía
| 216 | 203 | 168 | 161 | 194 | 187 |
| Para los censos de 1962 a 1999 la población legal corresponde a la población sin duplicidades (Fuente: INSEE [Consultar]) |     |     |     |     |     |